# Abborrasjön (Källsjö socken, Halland, 634809-131310)
Abborrasjön är en sjö i Falkenbergs kommun i Halland och ingår i Ätrans huvudavrinningsområde.